# Thorp Arch
Thorp Arch è un villaggio e parrocchia civile vicino a Wetherby nella contea del West Yorkshire, in Inghilterra.
Si trova a ovest della regione dello Yorkshire e Humber, vicino al confine con la regione Nord Ovest dell'Inghilterra, i monti Pennini e la città di Leeds, la capitale della contea e della regione.

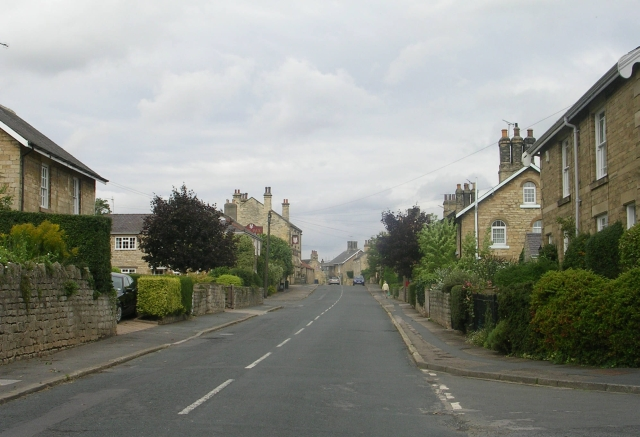
Il villaggio
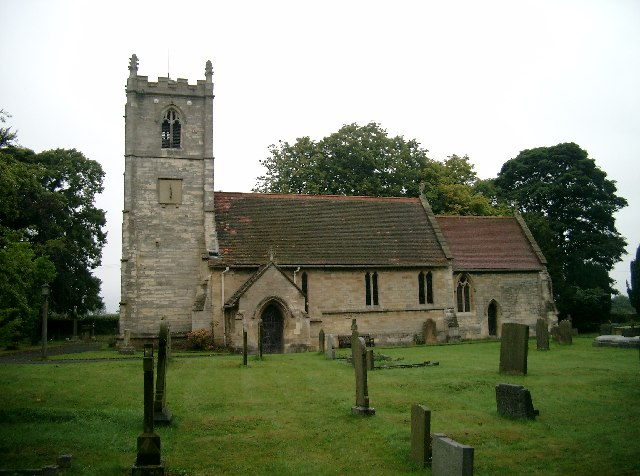
Chiesa di Ognissanti
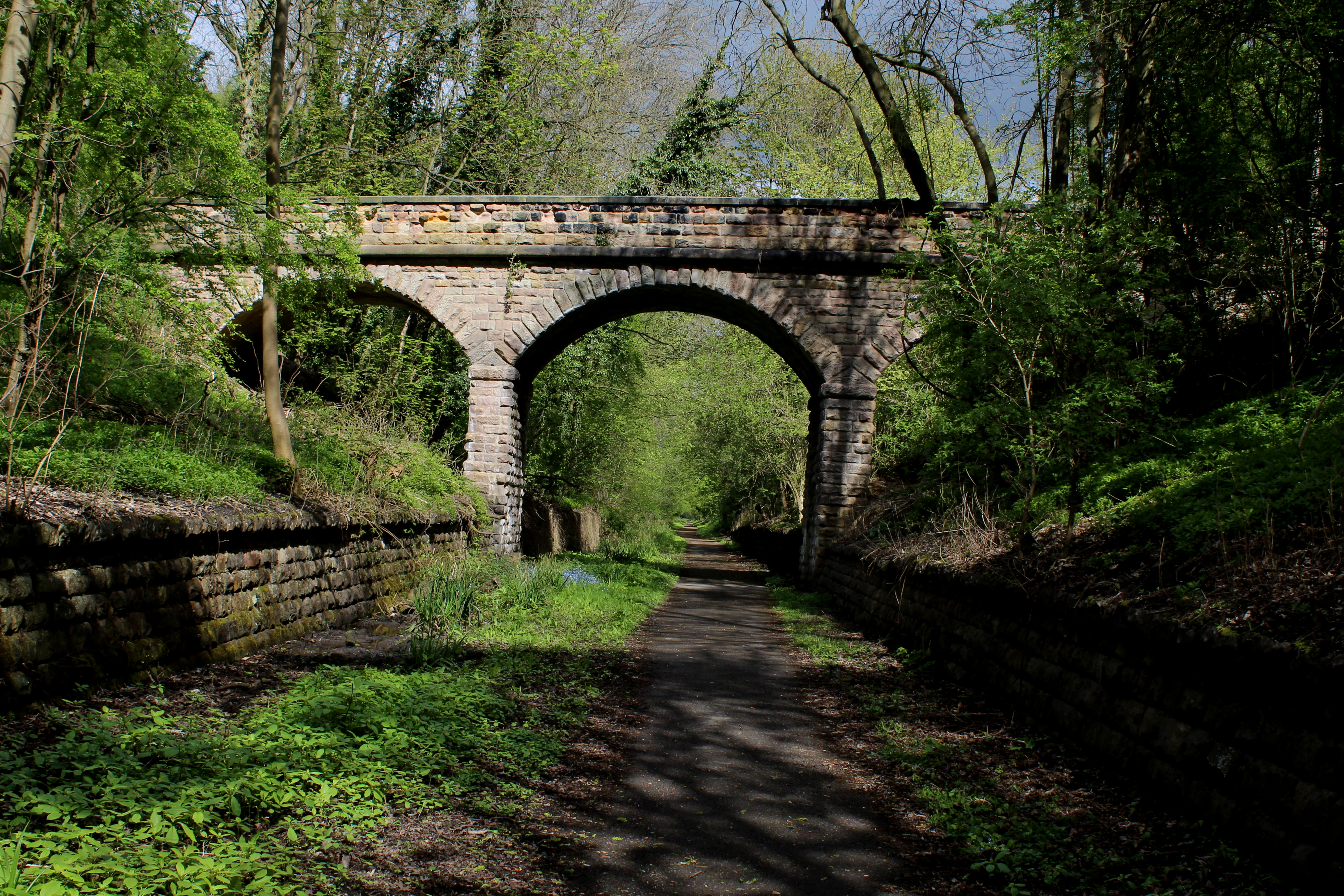
Ponte dell'ex stazione ferroviaria di Thorp Arch